# جرارد لاتورتیه
جرارد لاتورتیه (انگلیسی: Gérard Latortue؛ زادهٔ ۱۹ ژوئن ۱۹۳۴ – درگذشتهٔ ۲۷ فوریه ۲۰۲۳) دیپلمات، و سیاستمدار اهل هائیتی بود. وی از ۱۲ مارس ۲۰۰۴ تا ۹ ژوئن ۲۰۰۶ نخست‌وزیر این کشور بود.
او پیشتر از ۱۲ فوریه ۱۹۸۸ تا ۲۰ ژوئن ۱۹۸۸ وزیر امور خارجه هائیتی بود.